# Mazères-Lezons
Mazères-Lezons è un comune francese di 2 046 abitanti situato nel dipartimento dei Pirenei Atlantici nella regione della Nuova Aquitania.

## Società

### Evoluzione demografica
Abitanti censiti